# Iole de Freitas
Iole de Freitas (* 1945 in Belo Horizonte) ist eine bildende Künstlerin aus Brasilien, die primär mit den Mitteln der Installation, Plastik und Fotografie arbeitet.

## Leben und Werk

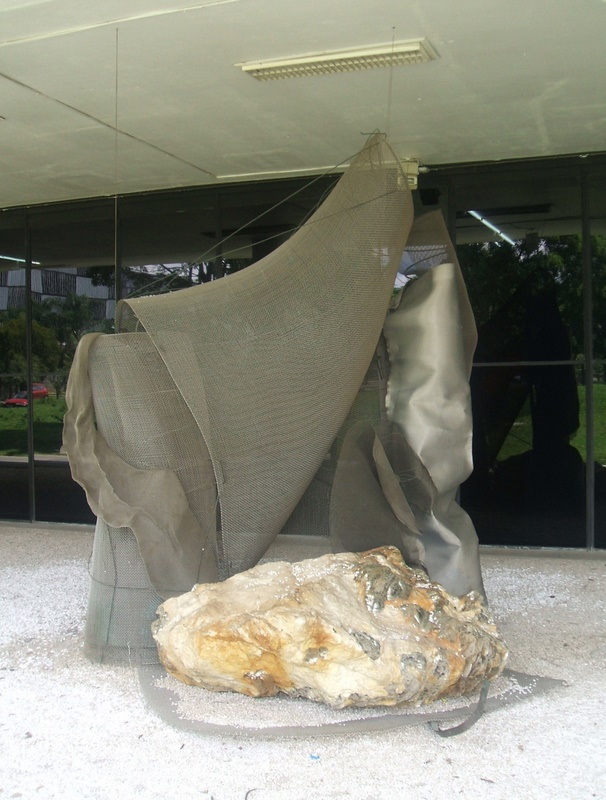
Ohne Titel, Museu de Arte Moderna de São Paulo 1997

Die Familie von Iole de Freitas zog mit ihr 1951 nach Rio de Janeiro. Dort begann sie eine Ballettausbildung. Von 1964 bis 1965 besuchte sie die Design-Hochschule Escola Superior de Deseñho Industrial (ESDI) in Rio de Janeiro. 1970 übersiedelte sie nach Mailand, wo sie die folgenden acht Jahre lebte. 1971 begann sie im Designstudio von Olivetti im Team von Hans von Klier als Designerin zu arbeiten. 1973 wurden ihre künstlerischen Arbeiten erstmals ausgestellt.
Ihre ersten künstlerischen Erfolge hatte Iole de Freitas mit Fotografien und experimentellen Filmen; dabei nahm sie ihre tänzerischen Erfahrungen in den Filmen und auch in Performances auf. 1978 kehrte sie nach Brasilien zurück. in den 1980er Jahren verlagerte sie ihre Arbeit hin zu Skulpturen, dabei überwiegen temporäre Installationen und neue Materialien wie Plexiglas und andere Kunststoffe. Iole de Freitas lebt und arbeitet in Rio de Janeiro.

## Ausstellungen (Auswahl)
- 2007: documenta 12, Kassel. Gezeigt wurde eine Installation ohne Titel von 2007.[1]
- 2007: puntos de vista. Zeitgenössische Kunst aus der Daros-Latinamerica Collection im Museum Bochum.[2]
- 1975: IX Biennale de Paris.[3]